# Parco nazionale del Deserto
Il parco nazionale del Deserto è un'area protetta situata nello Stato del Rajasthan, in India, ad ovest della città di Jaisalmer. Con una superficie di 3162 km², è uno dei parchi nazionali più grandi dell'India. Costituisce un esempio eccellente dell'ecosistema del deserto del Thar. 
Il 26 maggio 2009 è stato inserito tra i candidati alla lista dei patrimoni dell'umanità, nella categoria dei beni di interesse naturale (nº ref. 5448).

## Geografia
Il deserto del Thar, spesso definito un «oceano di sabbia», si estende attraverso una vasta area del Rajasthan occidentale. Il fragile ecosistema del Thar dà sostentamento ad una comunità faunistica unica e varia. Proprio al centro di questo oceano di sabbia si trova il parco nazionale del Deserto.
Il paesaggio principale è costituito da rocce scoscese e da compatti fondali di laghi salmastri, nonché da aree intermedie e dune, sia fisse che mobili. Circa il 20% della vasta estensione del parco è costituita da dune di sabbia.

## Flora
La vegetazione è scarsa; nel parco si possono trovare macchie ricoperte dall'erba sewan (Lasiurus scindicus) e dall'arbusto aak (Calotropis procera). Tuttavia sono presenti anche alberi, come quello noto localmente come reonja (Vachellia leucophloea) e il giuggiolo indiano.

## Fauna

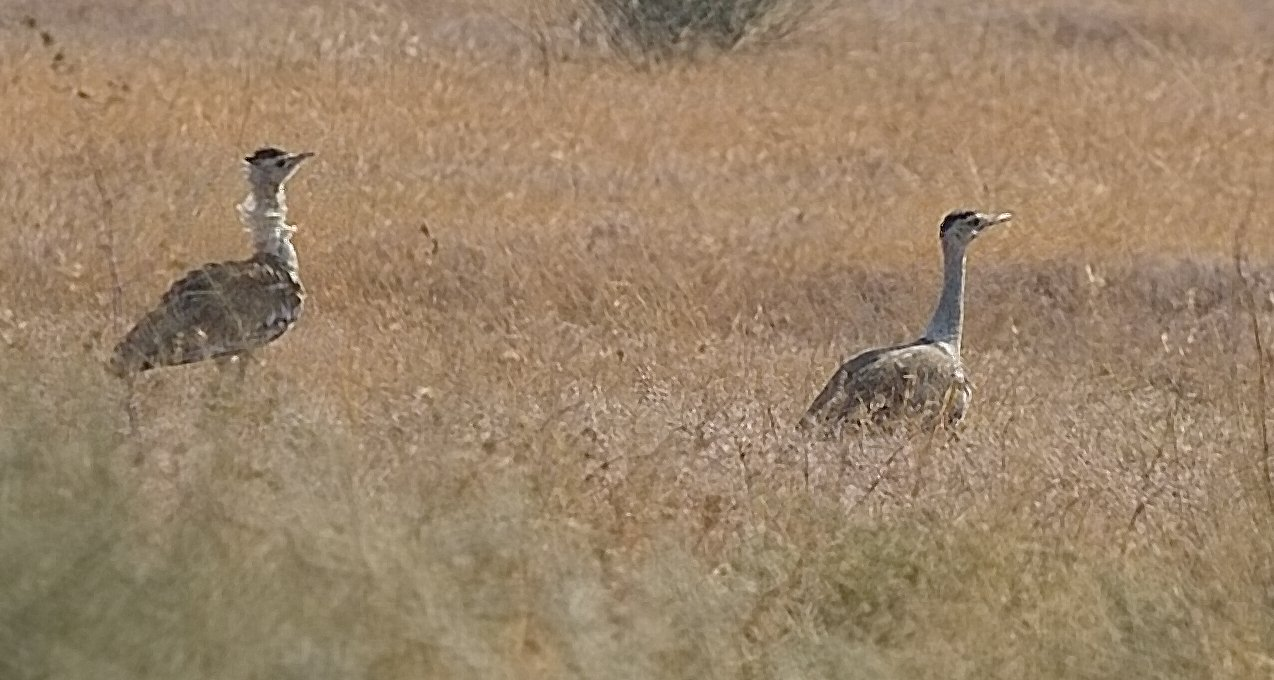
Due otarde indiane nel parco.

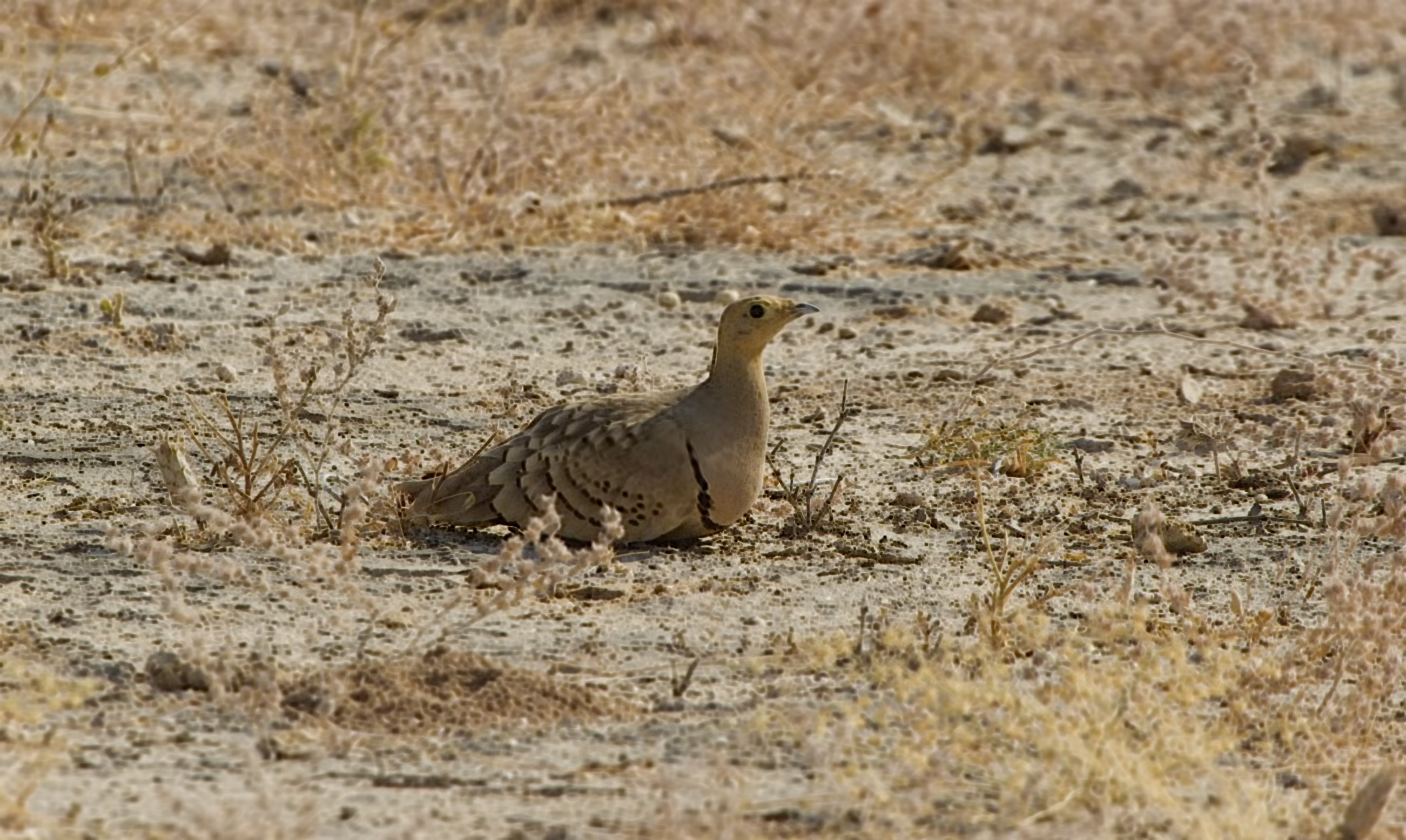
Un maschio di grandule ventrecastano nel parco.

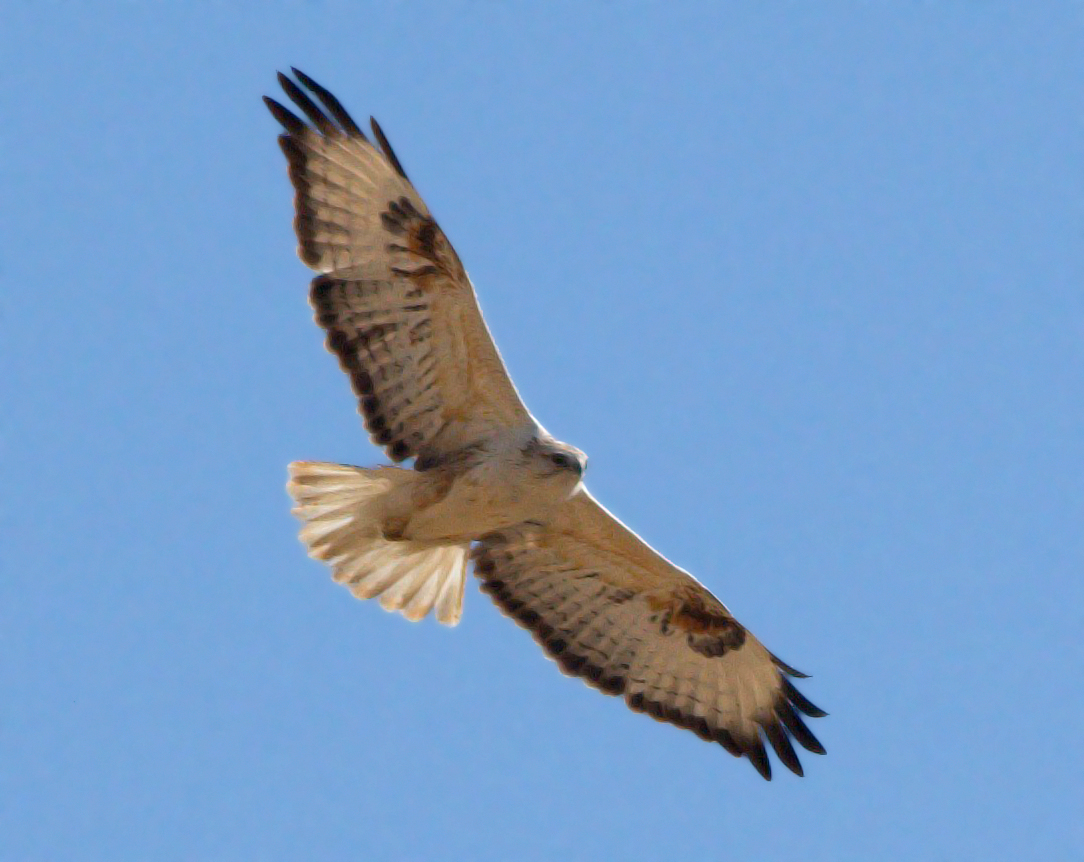
Una poiana codabianca nei cieli del parco.

L'antilope cervicapra è particolarmente comune in questa regione. Altri mammiferi che si possono incontrare qui sono la volpe rossa, la volpe del Bengala, il gatto selvatico asiatico, il lupo indiano, il leopardo indiano, il riccio e la chinkara o gazzella indiana.
La regione costituisce un rifugio per uccelli migratori e stanziali propri del deserto. L'avifauna di questo ambiente sabbioso è ricca e spettacolare. Tra gli abitanti più comuni vi sono uccelli come le grandule, le pernici, i gruccioni, le allodole e le averle. In inverno, la fauna si arricchisce di nuovi visitatori come la damigella della Numidia e l'ubara asiatica.
Forse la principale attrazione del parco è l'otarda indiana, una specie in pericolo che si incontra solamente in India. Il parco nazionale del Deserto è uno degli ultimi luoghi in cui si può incontrare un buon numero di questi uccelli. Di conseguenza la specie attira qui migliaia di ornitologi da ogni parte del mondo. Oltre a queste otarde, il parco ospita un'intera varietà di uccelli di grande interesse per gli appassionati e i conservazionisti. Tra i rapaci si incontrano numerose aquile, come l'aquila rapace e l'aquila delle steppe, la poiana codabianca, il falco pecchiaiolo orientale e vari falchi. La grandule vive nei pressi di piccoli stagni o laghi.
Molto numerosi, infine, sono i rettili, tra cui spiccano le lucertole del genere Uromastyx, il varano, i serpenti del genere Echis, la vipera di Russel e il krait comune.

## Turismo
Il tempo più favorevole per visitare il parco è il periodo che va da novembre a gennaio.